# Jervant Aghaton
Jervant Aghaton (Armeens: Երվանդ Աղաթոն Ervand Aġat’on) (Constantinopel, 18 februari 1860 - 1935) was een prominent Armeens politicus, landbouwkundige, uitgever en schrijver, en een stichtend lid van de Armeense Algemene Liefdadigheidsvereniging (AGBU). Hij was de zoon van Krikor Aghaton.

## Leven
Jervant Aghaton werd geboren in de wijk Hasköy, in Constantinopel. Hij liep eerst school in de plaatselijke Nersisjan-basisschool, en vervolgens aan de Noebar-Sjahnazarjan-colleges. Later zette hij zijn opleiding voort aan het prestigieuze Robert College. In 1877 werd hij naar Parijs gestuurd om er te studeren aan het Institut national agronomique Paris-Grignon, om na zijn studies terug te keren naar Constantinopel. Als gevolg van de Hamidische Bloedbaden ontvluchtte hij Turkije, en zette hij zijn universitaire opleiding verder in Parijs. Van daaruit ging hij eerst naar Bulgarije en vervolgens naar Egypte, waar hij in de loop van de jaren 1920 verschillende boeken schreef.

## Werk
Zijn bekendste werken zijn:
- 1924 – Հայաստանի վերաշինությունը (Hayastani verašinut’yunë; "Het herstel van Armenië")
- 1925 – Նվիրատվություն և կտակ» (Nviratvut’yun ew ktak; "Donaties en testament")
- 1925 – Հայաստանի մեջ հայ հողագործներու տիպար գյուղի մը ծրագիրը (Hayastani meǰ haj hoġagorçmeru aipar gyuġi më çragirë; "Voorbeelddorp van Armeense boeren in Armenië: een programma")
- ... – Բարեգործականի ծնունդն ու պատմությունը (Baregorçakani çnundn u patmut’yunë; "Geboorte en geschiedenis van de AGBU")
- 1931 – «Կյանքիս հիշատակները» (Kyank’is hišataknerë; "Mijn herinneringen")